# 4092 Tyr
A 4092 Tyr (ideiglenes jelöléssel 1986 TJ4) a Naprendszer kisbolygóövében található aszteroida. Poul Jensen fedezte fel 1986. október 8-án.